# 中国国民党革命委员会北京市委员会
中国国民党革命委员会北京市委员会，简称民革北京市委、北京民革，是中国国民党革命委员会在北京市的地方组织。